# Vestal, New York
Vestal är en kommun (town) i Broome County i delstaten New York. Vid 2020 års folkräkning hade Vestal 29 313 invånare.